# Cavinti
Cavinti ist eine philippinische Stadtgemeinde in der Provinz Laguna. Sie liegt in einer Hügellandschaft die dem Sierra Madre Gebirge vorgelagert ist. Auf Teilen der Gemeinde liegen der Caliraya- und der Lumot-See.

## Baranggays
Cavinti ist politisch unterteilt in 19 Baranggays.
| - Anglas - Bangco - Bukal - Bulajo - Cansuso - Duhat - Inao-Awan | - Kanluran Talaongan - Labayo - Layasin - Layug - Mahipon - Paowin | - Poblacion - Sisilmin - Silangan Talaongan - Sumucab - Tibatib - Udia |

## Geschichte
Der Name des Orts leitet sich von dem Tagalog Ausdruck kabit sa binti ab.
Die Aetas, die frühen Bewohner des Landes, vollzogen eine Hochzeitszeremonie, bei der der Bräutigam die Braut an das Flussufer verfolgte und an ihre Beine (tagalog: binti) zu fassen versuchte, während die Zuschauer riefen Kabit sa binti, kabit sa binti!. Später wurde daraus Kabinti.